# Неведомский, Иван Афанасьевич
Иван Афанасьевич Неведомский (1785—1814) — русский механик, изобретатель.
В 1811 году, будучи механиком при Санкт-Петербургском монетном дворе, построил первый в мире рычажный станок (кривошипный пресс) для тиснения монет (усовершенствован им же в 1812—13 годах).
Вскоре после первых опытов Неведомского над построенным им станком изобретением заинтересовался крупный деятель русской культуры А. Н. Оленин, первый директор Публичной библиотеки, впоследствии ставший президентом Академии художеств. Оленин предложил издать за его счет составленное изобретателем описание машины. В книге, вышедшей на русском и французском языках под названием «Описание новой машины для тиснения монет, изобретенной И. Неведомским» (1811), были даны расчеты и чертежи станка.
Идея Неведомского была использована в станках немецкой фирмы Д. Ульгорна, выпускавшихся с 1817 года. К 1870 году построенные заводом Ульгорна машины работали на 38 монетных дворах мира, в том числе и в Петербурге (с 1840 года).
Неведомский является автором других изобретений, в частности, оригинального путемерного прибора (верстомера, 1811 год).